# Christophe Desjardins
Christophe Desjardins (Caen, 24 aprile 1962 – 13 febbraio 2020) è stato un violista francese contemporaneo.

## Biografia
Nato a Caen, all'età di 20 anni Christophe Desjardins entrò al conservatorio di Parigi nel 1982 nella classe di Serge Collot. Studiò anche alla Hochschule der Künste di Berlino. Nel 1990 fu violista solista al teatro La Monnaie/De Munt di Bruxelles e successivamente membro dell'Ensemble InterContemporain a Parigi nel 1990.
Eseguì in anteprima mondiale opere per viola di Ivan Fedele, Luciano Berio, Pierre Boulez, Michael Jarrell, Michaël Levinas, Emmanuel Nunes, Jonathan Harvey, Wolfgang Rihm e Gianvincenzo Cresta.
Desjardins fu successivamente assunto come insegnante in diverse università, tra cui la Juilliard School di New York. Dal 2010 al 2013 insegnò alla Hochschule für Musik Detmold.

## Discografia
- Voix d'alto, works by Luciano Berio and Morton Feldman, Paris, AEON, 2004.
- Emmanuel Nunes, La main noire, AEON, 2007.
- Amore contraffatto, by G. Cresta and Gesualdo, Digressione music, 2013.